# ريبوسوم
الريبوسوم أو الرِّيباسة (بالإنجليزية: Ribosome) هو أحد عضيات الخلايا الحية، وهو مؤلف من بروتينات ريبوسومية ورنا ريبوسومي. مهمته الأساسية ترجمة الرنا المرسال إلى سلاسل ببتيدية تترابط فيما بعد لتشكيل البروتينات. وبالتالي هو أحد المراكز المهمة في عملية تحويل المعلومات الوراثية إلى بروتينات مشفرة ضمن الصيغة الوراثية.
تتكون الريبوسومات من وحدتي بروتينات، لا تجتمع مع بعضها اِلا في حالة تكوين البروتين.اِحدى هذه الوحدات أكبر من الأخرى. يعتبر الريبوسوم أنه المصنع الذي يحول المعلومات الوراثية المشفرة إلى تسلسل ببتيدي من أحماض أمينية. يمكن للريبوسومات أن تسبح في الخلية بحرية كما في بدائيات النوى أمّا في حقيقيات النوى فقد توجد حرة في الهيولى أو مرتبطة إلى الوجه الهيولي لأغشية الشبكة الهيولية الداخلية (الخشنة تحديداً) أو مرتبطة إلى الغلاف النووي.
تقوم الريبوسومات المبعثرة في الهيولي باِنتاج البروتينات الخاصة بالخلية. أما الريبوسومات التي تكون مرتبطة بالشبكة الاِندوبلازمية والغلاف النووي فتنتج البروتينات الخاصة بالغشاء الخلوي أو تلك التي قد لاتخص الخلية نفسها مثل الهرمونات.
اكتشفت الريبوسومات في منتصف الخمسينات من قبل جورج بالاد بوساطة المجهر الإلكتروني كجسيمات كثيفة أو حبيبات. ونال على هذا الاكتشاف جائزة نوبل.

## أنواع الرايبوسومات
1. ريبوسومات الخلايا البدائية: حيث تكون أصغر حجما من الريبوسومات في الخلايا حقيقية النواة . وهي تتكون من وحدات(70S (S=Svedberg-Unit. الوحدة الصغرى 30S والوحدة الكبرى 50S. وحدة القياس S غير قابلة للجمع، لأنها تعبر عن قوة الطرد المركزي لهذه الجسيمات. هذه الريبوسومات توجد في البكتيريا وكذلك في الميتوكوندريا داخل الخلية.ونظرا لهذا الاِختلاف تكون الريبوسومات البكتيرية هدفا للكثير من الأدوية المضادة للبكتيريا من أمثلتها:Tetrazykline وAminoglykoside على 30S ,وMacrolide، Chloramphenicol على 50S.
2. ريبوسومات الخلايا الحقيقية: وتتكون من وحدات 80S بحيث أن الوحدة الكبرى تبلغ 60S والوحدة الصغرى 40S.وتمثل وحداتا الريبوسوم مجتمعتين ما يقارب 4,2 وحدة كتل ذرية. وتحتوي على ما يقارب 85 بروتينا و 3 rRNA. تحتوي هذه البروتينات على الكثير من الأحماض الأمينية ذات الخاصية القاعدية مثل الأرجنين والليسين لأنها موجبة الشحنة مما يمكنها الاِلتحام بالرنا الراسل بطريقة أفضل.[3][4]